# عماد سليمان
عماد سليمان هو لاعب كرة قدم مصري سابق، لعب لنادي الإسماعيلي. فاز عماد بلقب هدّاف الدوري المصري الممتاز في موسم 1986–87 بعد أن أحرز 11 هدفًا. درّب ناديي طلائع الجيش والصليبيخات الكويتي قبل أن يعُيّن مدربًا لنادي الإسماعيلي يوم 20 أغسطس 2016، ثم أقيل في أكتوبر من العام ذاته.